# Badminton-Südamerikameisterschaft 2014
Die Badminton-Südamerikameisterschaft 2014 fand vom 8. bis zum 14. Dezember 2014 in Santo André in Brasilien statt.

## Sieger und Platzierte
| Disziplin    | Gold | Silber                                                                        | Bronze                                                                                                   |
| ------------ | --- | ----------------------------------------------------------------------------- | --- |
| Herreneinzel | Cristian Araya | Aleksander Silva                                                              | Thomas Moretti                                                                                           |
| Herreneinzel | Cristian Araya | Aleksander Silva                                                              | Mateus Cutti                                                                                             |
| Dameneinzel  | Mariana Pedrol de Freitas | Gabrielle Cavalcante                                                          | Paloma da Silva                                                                                          |
| Dameneinzel  | Mariana Pedrol de Freitas | Gabrielle Cavalcante                                                          | Renata Faustino                                                                                          |
| Herrendoppel | Francielton Farias Rodolfo Salles | Lucas Constant Da Silva Thomas Moretti                                        | Pedro Chen Gabriel Gandara                                                                               |
| Herrendoppel | Francielton Farias Rodolfo Salles | Lucas Constant Da Silva Thomas Moretti                                        | Cristian Araya Iván León                                                                                 |
| Damendoppel  | Thalita Correa Mariana Pedrol de Freitas | Chou Ting Ting Camila Macaya                                                  | Paloma da Silva Marta Lopes                                                                              |
| Damendoppel  | Thalita Correa Mariana Pedrol de Freitas | Chou Ting Ting Camila Macaya                                                  | Thayse Cruz Claudia Low                                                                                  |
| Mixed        | Francielton Farias Gabrielle Cavalcante | Thomas Moretti Mariana Pedrol de Freitas                                      | Fabricio Duarte Renata Faustino                                                                          |
| Mixed        | Francielton Farias Gabrielle Cavalcante | Thomas Moretti Mariana Pedrol de Freitas                                      | Guilherme Kumasaka Paloma da Silva                                                                       |
| Mannschaft   | Brasilien Ygor Coelho Lucas Constant Fabrício Duarte Gabriel Gandara Artur Silva Pomoceno Rodolfo Salles Fabio Soares Thalita Correa Gabrielle Cavalcante Thayse Cruz Mariana Pedrol Freitas | Peru José Guevara Sebastian Macías Camila Duany Camilla García Daniela Zapata | Chile Cristian Araya Nicolas Ferruzola Iván León José Undurraga Niria Baeza Chou Ting Ting Camila Macaya |

## Teams
| Platz | Team      | Pld | W | L | MF | MA | MD  | GF | GA | GD  | PF  | PA  | PD   | Pts | Qualifikation |
| ----- | --------- | --- | - | - | -- | -- | --- | -- | -- | --- | --- | --- | ---- | --- | ------------- |
| 1     | Brasilien | 2   | 2 | 0 | 10 | 0  | +10 | 20 | 3  | +17 | 476 | 301 | +175 | 2   | 1.            |
| 2     | Peru      | 2   | 1 | 1 | 4  | 6  | −2  | 10 | 13 | −3  | 378 | 428 | −50  | 1   | 2.            |
| 3     | Chile     | 2   | 0 | 2 | 1  | 9  | −8  | 5  | 19 | −14 | 346 | 471 | −125 | 0   | 3.            |